# デンバー小児病院
デンバー小児病院（Children's Hospital of Denver）は、コロラド州、アメリカ合衆国西部で医療サービスを行う、小児医療病院。

## 概要
慢性疾患、児童期の精神障害（自閉症, 注意欠陥過活動性障害 (ADHD), 選択（的）無言症など）の治療を行う